# Elecciones federales de México de 2021 en Sinaloa
Las Elecciones federales de 2021 en Sinaloa se llevarán a cabo el domingo 6 de junio de 2021, y en ellas se renovarán los titulares de los siguientes cargos de elección popular en el estado mexicano de Sinaloa:
- 7 diputados federales al Congreso de la Unión: Elegidos por mayoría simple. Constituirán, a partir del 1 de septiembre del 2021, la LXV Legislatura del Congreso de la Unión de México con posibilidad de reelección por hasta tres periodos adicionales.[2]

## Resultados electorales

### Diputados federales por Sinaloa

#### Diputados Electos
| Distrito | Candidato                       | Partido | Tipo de elección |
| -------- | ------------------------------- | ------- | ---------------- |
| 1        | Leobardo Alcántara Martínez     |         | Mayoría relativa |
| 2        | Ana Elizabeth Ayala Leyva       |         | Mayoría relativa |
| 3        | Jesús Fernando García Hernández |         | Mayoría relativa |
| 4        | Casimiro Zamora Valdez          |         | Mayoría relativa |
| 5        | Yadira Santiago Marcos          |         | Mayoría relativa |
| 6        | Olegaria Carrazco Macías        |         | Mayoría relativa |
| 7        | Merary Villegas Sánchez         |         | Mayoría relativa |

#### Resultados
|  | 47.69 % |

|  | 23.83 % |

|  | 8.56 % |

|  | 4.19 % |

|  | 3.34 % |

|  | 2.33 % |

|  | 2.12 % |

|  | 1.81 % |

|  | 1.77 % |

|  | 1.31 % |

|  | 96.95 % |

|  | 3.05 % |

|  | 49.12 % |

## Resultados por distrito federal

### Distrito 1 (Mazatlán)

Resultado por Sección Electoral
Empate
Sin Votos

|  | 54.95 % |

|  | 29.85 % |

|  | 6.10 % |

|  | 2.39 % |

|  | 2.27 % |

|  | 1.16 % |

|  | 96.72 % |

|  | 3.28 % |

|  | 45.48 % |

### Distrito 2 (Los Mochis)

Resultado por Sección Electoral
Empate
Sin Votos

|  | 55.72 % |

|  | 31.55 % |

|  | 4.71 % |

|  | 2.38 % |

|  | 1.50 % |

|  | 1.39 % |

|  | 97.25 % |

|  | 2.75 % |

|  | 48.17 % |

### Distrito 3 (Guamúchil)

Resultado por Sección Electoral
Empate
Sin Votos

|  | 51.65 % |

|  | 35.74 % |

|  | 3.88 % |

|  | 2.25 % |

|  | 2.10 % |

|  | 1.12 % |

|  | 96.74 % |

|  | 3.26 % |

|  | 53.12 % |

### Distrito 4 (Guasave)

Resultado por Sección Electoral
Empate
Sin Votos

|  | 48.74 % |

|  | 37.00 % |

|  | 4.60 % |

|  | 2.51 % |

|  | 1.69 % |

|  | 1.23 % |

|  | 0.86 % |

|  | 0.44 % |

|  | 97.07 % |

|  | 2.93 % |

|  | 50.86 % |

### Distrito 5 (Culiacán de Rosales)

Resultados por Sección Electoral
Empate
Sin Votos

|  | 51.77 % |

|  | 35.76 % |

|  | 4.42 % |

|  | 2.46 % |

|  | 2.21 % |

|  | 0.96 % |

|  | 97.58 % |

|  | 2.42 % |

|  | 48.18 % |

### Distrito 6 (Mazatlán)

Resultados por Sección Electoral
Empate
Sin Votos

|  | 45.09 % |

|  | 33.17 % |

|  | 5.03 % |

|  | 4.35 % |

|  | 3.43 % |

|  | 2.38 % |

|  | 2.05 % |

|  | 0.89 % |

|  | 96.41 % |

|  | 3.59 % |

|  | 51.05 % |

### Distrito 7 (Culiacán de Rosales)

Resultados por Sección Electoral
Empate
Sin Votos

|  | 51.83 % |

|  | 35.71 % |

|  | 4.58 % |

|  | 2.16 % |

|  | 1.51 % |

|  | 1.22 % |

|  | 97.01 % |

|  | 2.99 % |

|  | 43.23 % |